# Ögontröstsfältmätare
Ögontröstsfältmätare (Perizoma blandiata) är en fjärilsart som beskrevs av Michael Denis och Ignaz Schiffermüller, 1775. Ögontröstsfältmätare ingår i släktet Perizoma och familjen mätare, Geometridae. Arten är reproducerande i Sverige. En underart finns listad i Catalogue of Life, Perizoma blandiata perfasciata Prout, 1914.